# Olivier Panis
Olivier Denis Panis (Lyon, 2 de Setembro de 1966) é um ex-piloto de Fórmula 1 francês. Ele correu 158 vezes de 1994 a 2004 na categoria, conquistou uma vitória, chegou cinco vezes ao pódio, e fez 76 pontos no total.

## Carreira
Panis, antes de chegar à F-1, foi campeão da Fórmula 3000 de 1993, correndo pela DAMS.

### Ligier (1994-1996)
Já com 27 anos, ele estreou pela equipe Ligier. Não teve grandes desempenhos em sua primeira temporada, sendo seu melhor resultado um segundo lugar na Alemanha, ficando atrás apenas do austríaco Gerhard Berger. Ele correu ainda entre 1995 e 1996 pela Ligier.

#### Única vitória
A única vitória conquistada por Panis foi no Grande Prêmio de Mônaco de 1996. Apenas 4 pilotos terminaram a prova que foi marcada pelos abandonos dos principais protagonistas. Nem completou a primeira volta, Michael Schumacher da Ferrari perdeu o controle do seu carro batendo na área de proteção do circuito perto da entrada do túnel. O estouro do motor Renault dentro do túnel da Williams de Damon Hill quando se imaginava que ele seria o vencedor da prova, enquanto que o seu companheiro de equipe Jacques Villeneuve se envolveu em uma colisão na curva "Mirabeau" com o retardatário Luca Badoer da Forti Corse e os abandonos mecânicos das Benetton de Gerhard Berger e Jean Alesi. Sem os principais pilotos, Panis segurou bravamente o escocês David Coulthard da McLaren nas últimas 15 voltas, e venceu no Principado de Monte Carlo. Foi também a última vitória da equipe Ligier na categoria.

### Prost Grand Prix (1997-1999)
Após a saída da Ligier, Panis continuou na F-1, agora defendendo o novo time da Prost Grand Prix. Ele já começou surpreendendo na Austrália e no Brasil, onde conseguiu um honroso terceiro lugar.

#### Acidente no Canadá
Panis sofreu um grave acidente no Grande Prêmio do Canadá. A Prost do francês derrapou, tocou levemente no muro e acertou em cheio a barreira de pneus. Ele fraturou as pernas, e ficou fora de sete corridas, voltando em Luxemburgo, conseguindo um sexto lugar. Ele permaneceu na Prost entre 1998 e 1999.

### McLaren
Em 2000, Panis foi piloto de testes da McLaren.

### BAR (2001-2002)
Entre 2001 e 2002, Olivier Panis foi piloto da BAR, e teve como melhor resultado pela equipe inglesa um quarto lugar no Brasil. Ele saiu da BAR no fim do ano.

### Toyota (2003-2005)

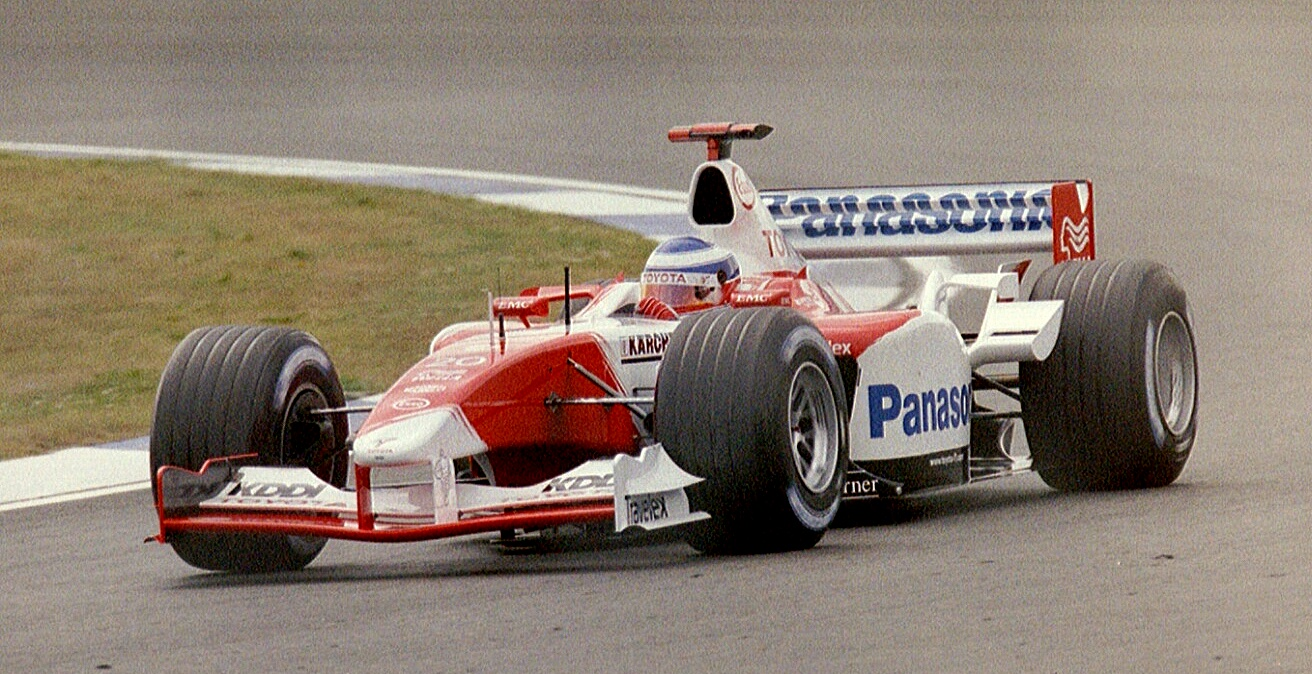
Panis pela Toyota em 2003.

Em 2003, Panis correu pela equipe Toyota, e seu companheiro foi o brasileiro Cristiano da Matta, campeão da Champ Car (ainda com a denominação de CART) de 2001 e 2002. O francês ficou mais um ano na equipe nipônica, até se aposentar como piloto. Mas ele permaneceu na Toyota em 2005, como piloto de testes.

### Outras catetorias

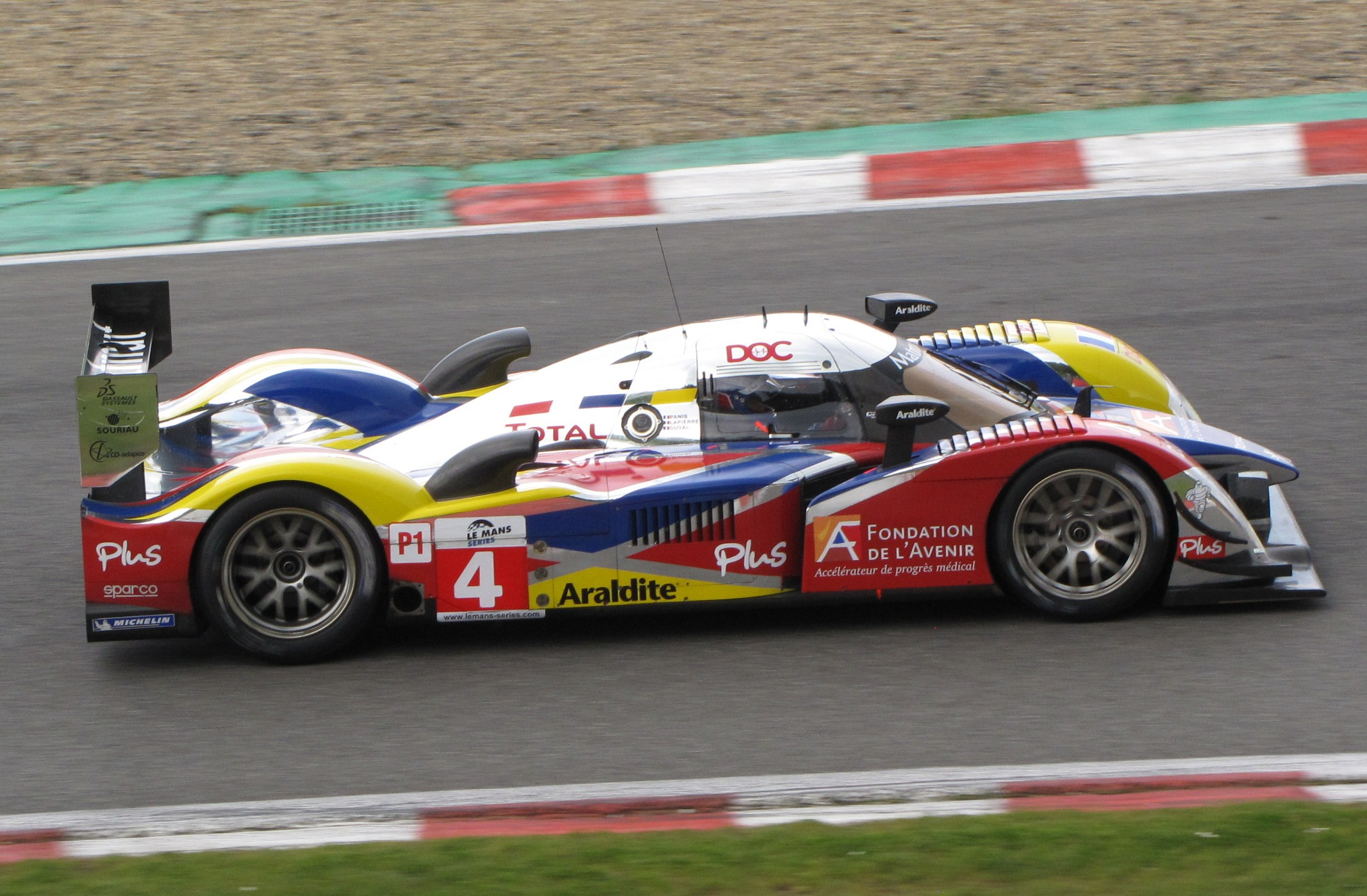
Panis na Le Mans Series em 2010.

Disputou as 24 Horas de Le Mans entre 2008 e 2011.

## Todos os Resultados de Olivier Panis na Fórmula 1
(legenda) (Corrida em negrito indica pole position, corridas em itálico indica volta mais rápida)
| Ano  | Equipe                          | Chassis       | Motor           | Pneus | 1       | 2       | 3       | 4       | 5       | 6       | 7       | 8       | 9       | 10      | 11      | 12      | 13      | 14      | 15      | 16      | 17      | 18 | Pts | Pos |
| ---- | ------------------------------- | ------------- | --------------- | ----- | ------- | ------- | ------- | ------- | ------- | ------- | ------- | ------- | ------- | ------- | ------- | ------- | ------- | ------- | ------- | ------- | ------- | -- | --- | --- |
| 2004 | Panasonic Toyota Racing         | Toyota TF104  | Toyota V10      | M     | AUS 13º | MAL 12º | BHR 9º  | SMR 11º | ESP Ret | MON 8º  | EUR 11º | CAN DSQ | EUA 5º  | FRA 15º | GBR Ret |         |         |         |         |         |         |    | 6   | 14º |
| 2004 | Panasonic Toyota Racing         | Toyota TF104B | Toyota V10      | M     |         |         |         |         |         |         |         |         |         |         |         | ALE 14º | HUN 11º | BEL 8º  | ITA Ret | CHN 14º | JAP 14º |    | 6   | 14º |
| 2003 | Panasonic Toyota Racing         | Toyota TF103  | Toyota V10      | M     | AUS Ret | MAL Ret | BRA Ret | SMR 9º  | ESP Ret | AUT Ret | MON 13º | CAN 8º  | EUR Ret | FRA 8º  | GBR 11º | ALE 5º  | HUN Ret | ITA Ret | EUA Ret | JAP 10º |         |    | 6   | 15º |
| 2002 | Lucky Strike BAR Honda          | BAR 004       | Honda           | B     | AUS Ret | MAL Ret | BRA Ret | SMR Ret | ESP Ret | AUT Ret | MON Ret | CAN 8º  | EUR 9º  | GBR 5º  | FRA Ret | ALE Ret | HUN 12º | BEL 12º | ITA 6º  | EUA 12º | JAP Ret |    | 3   | 14º |
| 2001 | Lucky Strike BAR Honda          | BAR 003       | Honda V10       | B     | AUS 7º  | MAL Ret | BRA 4º  | SMR 8º  | ESP 7º  | AUT 5º  | MON Ret | CAN Ret | EUR Ret | FRA 9º  | GBR Ret | ALE 7º  | HUN Ret | BEL 11º | ITA 9º  | EUA 11º | JAP 13º |    | 5   | 14º |
| 1999 | Gauloises Prost Peugeot         | Prost AP02    | Peugeot V10     | B     | AUS Ret | BRA 6º  | SMR Ret | MON Ret | ESP Ret | CAN 9º  | FRA 8º  | GBR 13º | AUT 10º | ALE 6º  | HUN 10º | BEL 13º | ITA 11º | EUR 9º  | MAL Ret | JAP Ret |         |    | 2   | 16º |
| 1998 | Gauloises Prost Peugeot         | Prost AP01    | Peugeot V10     | B     | AUS 9º  | BRA Ret | ARG 15º | SMR 11º | ESP 16º | MON Ret | CAN Ret | FRA 11º | GBR Ret | AUT Ret | ALE 15º | HUN 12º | BEL DNS | ITA Ret | LUX 12º | JAP 11º |         |    | 0   | NC  |
| 1997 | Prost Gauloises Blondes         | Prost JS45    | Mugen-Honda V10 | G     | AUS 5º  | BRA 3º  | ARG Ret | SMR 8º  | MON 4º  | ESP 2º  | CAN 11º |         |         |         |         |         |         |         | LUX 6º  | JAP Ret | EUR 7º  |    | 16  | 9º  |
| 1996 | Equipe Ligier Gauloises Blondes | Ligier JS43   | Mugen-Honda V10 | G     | AUS 7º  | BRA 6º  | ARG 8º  | EUR Ret | SMR Ret | MON 1º  | ESP Ret | CAN Ret | FRA 7º  | GBR Ret | ALE 7º  | HUN 5º  | BEL Ret | ITA Ret | POR 10º | JAP 7º  |         |    | 13  | 9º  |
| 1995 | Ligier Gitanes Blondes          | Ligier JS41   | Mugen-Honda V10 | G     | BRA Ret | ARG 7º  | SMR 9º  | ESP 6º  | MON Ret | CAN 4º  | FRA 8º  | GBR 4º  | ALE Ret | HUN 6º  | BEL 9º  | ITA Ret | POR Ret | EUR Ret | PAC 8º  | JAP 5º  | AUS 2º  |    | 16  | 8º  |
| 1994 | Ligier Gitanes Blondes          | Ligier JS39B  | Renault V10     | G     | BRA 11º | PAC 9º  | SMR 11º | MON 9º  | ESP 7º  | CAN 12º | FRA Ret | GBR 12º | ALE 2º  | HUN 6º  | BEL 7º  | ITA 10º | POR DSQ | EUR 9º  | JAP 11º | AUS 5º  |         |    | 9   | 11º |

- Sistema de pontuação da Fórmula 1